# Reprezentacja Armenii U-17 w piłce nożnej mężczyzn
Reprezentacja Armenii U-17 w piłce nożnej jest juniorską reprezentacją Armenii, zgłaszaną przez Hajastani Futboli Federacja. Mogą w niej występować wyłącznie zawodnicy posiadający obywatelstwo ormiańskie, urodzeni w Armenii lub legitymujący się ormiańskim pochodzeniem i którzy w momencie przeprowadzania imprezy docelowej (finałów Mistrzostw Europy lub Mistrzostw Świata) nie przekroczyli 17 roku życia. Do 1992 roku reprezentacja Armenii była częścią reprezentacji ZSRR.

## Występy w ME U-17
Uwaga: W latach 1982–2001 rozgrywano Mistrzostwa Europy U-16
Reprezentacja Armenii nigdy nie zakwalifikowała się do Mistrzostw Europy do lat 17